# Вадим Биберган
Вадѝм Давѝдович Биберга̀н (на руски: Вади́м Дави́дович Биберга́н) е руски композитор, народен артист на Руската федерация, член на Съюза на композиторите в Санкт Петербург.
Пише музика за театрални постановки, филми, за руски народни инструменти, създава симфонични и камерни композиции.

## Биография
Вадим Давидович Биберган е роден на 24 януари 1937 г. в Москва. Баща му Давид Абрамович Биберган е с еврейски произход, офицер от кариерата и семейството често се мести – преди началото на Втората световна война живеят в Ленинград, през 1941 двамата с майка му Вера Сергеевна, са евакуирани в град Галич, а баща му остава в Ленинград. Той е командир на 17-а автобригада, която на 22 ноември 1942 г. осигурява ледения път по Ладожкото езеро – „Пътят на живота“. Две години по-късно евакуираните се завръщат и всички се местят в Москва. През 1945 г. баща му е назначен за началник на кабинета на Висшето офицерско училище в Ораниенбаум (днес Ломоносов) и семейството отново се мести. Първото активно запознаване с музиката на Вадим става през 1944 г., когато баща му изпраща на момчето трофеен немска акордеон и той започва да свири различни мелодии по слух.
Година по-късно бащата е преместен в Свердлвск (днес Екатеринбург), а Вадим започва да учи в известното 37-о училище, заедно с актьора Александър Демяненко и режисьора Глеб Панфилов. Първоначалното си музикално образование получава в Детската музикална школа No1 и след това в музикалното училище към Уралската консерватория, където учи в класа на Н. М. Хлопков. Като основен предмет избира композиция и учи пиано факултативно. Съученик е с композитора Владислав Казенин, с Леонид Каплан, един от водещите виолисти на Русия, с музиколога Наталия Вилнер, с Алексей Демидович и известния пианист Игор Палмов.
В студентските си години Вадим Биберган преминава два кръга от Международния конкурс „Чайковски“. През 1960 г. завършва Уралската държавна консерватория „Мусоргски“ в град Екатеринбург със специалност пиано. Учи в класа по пиано на Наталия Позняковская, а през 1961 г. завършва и класа по композиция на Виктор Трамбицки. Дипломната му работа по композиция е „Поема на борбата“ за симфоничен оркестър. През 1967 г. завършва следдипломното си обучение в Ленинградската държавна консерватория при Дмитрий Шостакович с дисертацията „Симфоничен концерт за пиано и оркестър“.
През 1968 г. Биберган става преподавател в Уралската държавна консерватория, а от 1978 г. – в Ленинградския университет за култура и изкуства като професор по инструменталистика.
Биберган е един от организаторите на Младежката секция към Уралския клон на Съюза на композиторите (1961 – 1965). Там той събира композиторите Николай Берестов, Евгений Гудков, Владислав Казенин, Маргарита Кесарева, Л. Манжигеев, Г. Селезньов, музиколозите Наталия Вилнер и Любов Марченко, певците А. Ковальова, Ю. Морозов, В. Пасиков, инструменталистите Леонид Болковски, В. Горелик, Игор Палмов, И. Чуфарова.
През 1993 г. получава званието заслужил артист на Русия, а през 2007 г. – народен артист на Руската федерация. През 1995 получава академичното звание професор.
Биберган непрекъснато развива себе си в различни аспекти. В последните години повишава квалификацията си със следните специалности: 2016 – Информационни технологии в организацията на образованието, 2016 – Психологическа и педагогическа подкрепа на студенти с увреждания в образователното пространство на университета, 2018 – Перспективи за психолого-педагогическата работа в съвременните образователни институции, 2019 – Психологическа и педагогическа подкрепа на студенти с увреждания в университетите, 2019 – Електронна информационна и образователна среда в университета, 2019 – Първа помощ.

## Творчество
Биберган работи в различни музикални жанрове – театрален, симфоничен, камерен, песенен и в областта на музиката за руски народни инструменти. Творбите му са включени в репертоара на много известни музиканти и се изпълняват постоянно в различни градове на Русия, Германия, САЩ, Англия, Италия, скандинавските страни, Япония, Бразилия и други държави.

### Симфонична музика
Уралският период на творчеството на Биберган включва както миниатюри – инструментални пиеси, романси, поп и популярни песни, хорови аранжименти на народни мелодии, така и симфонични произведения – „Поема за борбата“ за симфоничен оркестър (1961), Симфония – концерт за пиано и оркестър (1966), „Песни за мъжеството“ (1969), сюитата „Руски детски стихове“ (1969), „Променадна сюита“ (1972).
Биберган възстановява, частично оркестрира и изпълнява композицията на балета „Балда“ по музика на Шостакович за анимационния филм „Приказката за жреца и неговия работник Балда“, създаден по приказка на Пушкин с либретист и хореограф В. Василиев. Премиерата на балета е на 9 юни 1999 г. в Болшой театър.
Творбите на Вадим Биберган са включени в репертоара на много известни музиканти, а самият композитор често е член на журито на международни, регионални и градски детски и младежки конкурси за пиано и композиция.
В продължение на дълги години свири в дует на пиано с пианиста Вадим Палмов. В репертоара им влизат композиции от златния фонд на клавирната музика, произведения на съвременни автори, включително на самия Биберган. Правят изпълнения и по програмата „Шостакович и неговите ученици“, която включва произведения на Генадий Белов, Борис Тишченко, композиции на Биберган и на самия Шостакович. За сюитата „Страдание“ за пиано на 4 ръце и за композициите си за този ансамбъл е отличен с Гран-при и втора награда на Втория международния конкурс за композиция за пиано ансамбли в Япония през 1993 г.

### Народна музика
В работата си Биберган обръща сериозно внимание на музиката за руски народни инструменти и творбите му са много популярни в цялата страна. Те присъстват постоянно в програмите на водещите народни оркестри в страната – на Н. Осипов, на В. Андреев, оркестъра на телевизията и радиото. Произведенията му често се свирят и от образователни и самодейни групи.
Сред неговите специални успехи е Концертът за оркестър от руски народни инструменти и звънчати гусли – инструмент с ярко и силно звучащи метални струни, съдържащи злато и мед. Често изпълнявани са Кадрил за ансамбъл от народни инструменти, „Веселый Торжок“, Малък концерт за оркестър от руски народни инструменти, „Празничен звън“, Концертната пиеса за ансамбъл от звънчати гусли и оркестър от руски народни инструменти. Широко известна е неговата сюита „Руски детски рими“ – иновативно произведение, което разкрива неизползваните дотогава възможности на народните инструменти.

### Филмография и театрални постановки
Биберган започва да се занимава с филмова музика още в Свердловск и продължава и в Санкт Петербург. Работи с редица забележителни филмови майстори като В. Хотиненко, Я. Лапшин, Б. Галантер, О. Янковски. Дългогодишна творческа работа го свързва със съученика му Глеб Панфилов. Той е създател на саундтрака към всички негови режисьорски творби.
Автор е на музиката към повече от 90 филма, включително „Началото“, „Майка“, „Тема“, „Чича“ на режисьора Виталий Мелников, „Дим“, „Прферанс в петък“ и „Вторият опит на Виктор Крохин“ на режисьора Игор Шешуков, „Извинете“ на Ернест Ясан, „Васа“ и много други. Романсите от тези филми продължават своя независим концертен живот и са често изпълнявани от водещи певци, подобно на други песни на Биберган. Те звучат в програмите на майсторите на националната сцена – Йосиф Кобзон, Едуард Хил, Валентина Толкунова, Елена Камбурова и други. Биберган е написал над 100 песни и романси като „Салют за победата“, посветена на 70-годишнината от края на войната.
Като композитор си сътрудничи с много от театрите в Русия. Написва музика за представления в Болшой театър, в Московския художествен театър, в Ленинградския драматичен и комедиен театър, в Болшой драматичен театър „Товстоногов“, в театър „Станиславски“ и други.

## Педагогическа дейност
От 1968 г., след дипломирането си, Биберган става педагог в Уралската държавна консерватория, където работи в продължение на 10 години. Преподава композиция, оркестрация, четене на партитури и инструментални изследвания. В лекциите си той придава изцяло нов облик и интерпретация на традиционния и съвременен фолклор. Сред учениците му са Анатолий Нименски, Аркадий Нестеров, Т. Густомесова и А. Егоров.
През 1978 г. се мести в Ленинград и започва работа в Ленинградския университет за култура и изкуства като професор по инструменталистика. Биберган има 55 години трудов стаж, от които 53 са свързани с преподавателска дейност. През годините преподава инструменталистика, инструменталистика за ансамбли от народни инструменти, четене и анализ на партитури.

## Награди
- 1972 – Награда на уралския комсомол
- 1987 – Голямата награда на „Златна мечка“ на XXXVII Международен филмов фестивал в Берлин, за музиката към филма „Тема“
- 1993 – Заслужил деец на изкуството на Русия
- 1993 – Гран-при на Международния конкурс за композитори за пиано в Токио за сюитата „Страдание“
- 2003 – Орден на дружбата
- 2003 – Награда на губернатора на Санкт Петербург и за музиката към филмите „На половината път до Париж“, „Ела да ме видиш...“ и „Романови. Венценосното семейство“
- 2007 – Народен артист на Русия

## Произведения

### Произведения за музикален театър[2]
- 1987 – „Даващи надежда“ – мюзикъл, Московски оперетен театър

### Произведения за оркестър[2]
- 1959 – Ноктюрно
- 1960 – Сюита на уралски теми
- 1961 – Поема за борбата
- 1966 – Симфония-концерт за пиано и оркестър, посветена на преподавателката му Наталия Позняковская
- 1980 – Ария за пиано и орестър.
- 1995 – „Нора“ – полка за 2 пиана на 8 ръце и симфоничен оркестър
- 1997 – Партита за струнен оркестър и пет соло инструмента
- 2007 – Вариации на тема от Дмитрий Шостакович
- 2008 – „Малкият лорд“ – сюита за симфоничен оркестър

### Хорови творби[2]
- 1968 – „В памет на първите защитници на „Октомври“ – 12 хорала за смесен хор и симфоничен оркестър по стихове на Александър Блок
- 1969 – „Тържествена ода за Ленин“
- 1971 – Кантата за детски хор с оркестър
- 1976 – „Посвещение на Павел Бажов“ – кантата
- преди 1978 – „Но пасаран!“ – Балада в памет на Рубен Ибарури за бас и хор със съпровод на пиано, по текст на Давид Лившиц
- 2003 – „Червената лодка“ за детски хор и оркестър от народни инструменти, по текст на Александър Долски
- 2003 – „Песен за Родината“ за детски хор и пиано, по текст на А. Пудвал.

### Камерни инструментални произведения[2]
- 1955 – Малки прелюдии за пиано
- 1955 – Квинтет за пиана
- 1956 – „По картини на съветски художници“ – сюита за пиано „Тачанка“, по картината на Митрофан Греков
- 1957 – Сонатина за пиано
- 1962 – Трио с четец, по текстове на Муса Джалил
- 1966 – Антично дивертименто за кларинет, фагот, валдхорна и ударни инструменти
- 1968 – Дует за виола и пиано
- 1970 – Пиеси за виола, виолончело и пиано
- 1972 – Променадна сюита за ансамбъл от духови и ударни инструменти
- 1976 – Марш за пиано на 4 ръце
- 1988 – „Вариации на латвийска тема“ за 2 пиана
- 1991 – Концертна полка „Нора“ за 2 пиана на 8 ръце
- 1992 – „Три страдания“ за пиано на 4 ръце
- 1992 – „Далечното близко“ – лесни пиеси за пиано на 4 ръце: „Шарманка“, „Въртележка“, „Разходка“, Отзвуци от театъра“, полката „Пеперуда“, Менует-пицикато, Марш
- 1992 – „Музикална въртележка“ – пиеси за ксилофон, пиано и ударни инструменти
- 1992 – Сюита в ретро стил за бас квинтет
- 1992 – „Забравена мелодия“ за пиано
- 1992 – „Приказка за Урал“ за пиано

### Композиции за народни инструменти[2]
- 1957 – „Пролетен хоровод“ за балалайка и пиано
- 1969 – „Руски детски стихчета“ – концертна сюита за женско вокално трио и ансамбъл от народни инструменти
- 1983 г. – Старинен валс от филма „Васа“ за оркестър от народни инструменти
- 1995 – Концерт за звънчати гусли с оркестър
- 1998 – кадрилът „Веселый Торжок“ – малък концерт за оркестър
- 2002 – „Празничен звън“ за ансамбъл от гусли и оркестър
- 2002 – „Седянка“ за оркестър от руски народни инструменти

### Вокални произведения[2]
- 1958 – Цикъл романси за глас и пиано по текстове на Лев Ошанин
- 1961 – „Песня о Вагонке“
- 1963 – „Сърце, което обича“ – вокален цикъл за бас, сопрано и пиано по текст на Расул Гамзатов
- 1964 – Цикъл романси по стихове на Михаил Лермонтов
- 1964 – „Здравей, слънчево лято!“ – пионерска песен по стихове на Григорий Варшавски
- 1972 – „Из монголската лирика“ – вокален цикъл по текстове на монголски поети: „Дърветата шепнат“, „Майко моя“, „Идва бърз, проливен дъжд“
- 1972 – „Песни за мъжеството“ по текст на Давид Лившиц
- 1978 – „Звуци“ от филма „Човекът, на когото му вървеше“ – за глас и пиано по текст на Николай Огарьов
- 1982 – „Фанфары“, вокален цикъл по стихове на английски поети
- 1987 – „Висимски песни“ – вокален цикъл за сопран и пиано: „Моята болка“, „Калина-малина“, „Приспивна песен“, „Блини“

### Филмова музика[8][9]
- 1962 – „Убит не във войната“ – късометражен
- 1964 – „Делото на Кърт Клаузевиц“ – късометражен
- 1964 – „Нашият верен приятел“ – документален
- 1967 – „В огъня брод няма“
- 1968 – „Руски детски стихчета“ – анимационен
- 1969 – „Две визити“ – късометражен
- 1970 – „Драма в бръснарницата“ – късометражен
- 1970 – „Началото“
- 1971 – „Приказката за твърдия орех“ – анимационен
- 1972 – „Панаир“
- 1972 – „Детски стихчета“ – филмов спектакъл
- 1973 – „Часът на душата“
- 1973 – „Откритие“
- 1975 – „Моля, думата“
- 1975 – „Полковникът в оставка“
- 1976 – „Паметната бележка на Степанов“, режисьор Константин Ершов
- 1976 – „Обикновената Арктика“
- 1976 – „Житейското дело“ – филмов алманах
- 1976 – „Житейското дело“/Филм 1
- 1976 – „Денят на семейното тържество“
- 1977 – „Вторият опит на Виктор Крохин“
- 1978 – „Човекът, на когото му вървеше“
- 1978 – „Случайни пасажери“
- 1979 – „Тема“
- 1979 – „Последният лов“
- 1979 – „Къща с прозорци към полето“ – филмов спектакъл
- 1979 – „Десант на Орингу“
- 1980 – „Късна среща“
- 1980 – „Валентина“
- 1981 – „Ден на родителите“ – късометражен
- 1982 – „Сувенир“
- 1982 – „Пространство за маневри“
- 1982 – „Пот и Потиха“ – анимационен
- 1982 – „Васа“
- 1983 – „Заместникът започва да действа“
- 1984 – „Преферанс в петък“
- 1984 – „Сам и без оръжие“
- 1985 – „Сън в ръката, или Куфарът“
- 1986 – „Извинете“
- 1986 – „Червената стрела“
- 1987 – „Детската площадка“
- 1987 – „Късметлията“
- 1988 – „Сватбен марш“ – късометражен
- 1988 – „Командировката“
- 1989 – „Процесът“
- 1989 – „Майка“
- 1990 – „Обявявам ви война“
- 1990 – „Танкът „Клим Ворошилов-2“
- 1990 – „Елцин. Превратностите на съдбата“ – документален
- 1991 – „Чича“
- 1991 – „Папагал за детектива“
- 1992 – „Мрежата“ (Украйна)
- 1992 – „Дим“ (Русия, ФРГ)
- 1995 – „Трима. Любовна история от края на ХХ век“ – незавършен
- 1998 – „Тоталитарен роман“
- 2000 – „Романови. Венценосното семейство“
- 2000 – „Ела да ме видиш“
- 2001 – „Разрушителна сила“-3
- 2001 – „Якост на опън“/Филм 1
- 2001 – „На половината път до Париж“
- 2002 – „Специален отдел“
- 2003 – „Радостта и тъгата на малкия лорд“ по Франсис Ходжсън Бърнет
- 2003 – „Кавалери на морските звезди“
- 2004 – „Изгубили слънцето“
- 2006 – „Защитата на Красин“
- 2006 – „В първия кръг“
- 2007 – „Водовъртеж“
- 2008 – „Преразпределение. Кръв с мляко“
- 2008 – „Защитата на Красин“ – 2
- 2011 – „Защита на Красин“ – 3
- 2011 – 2015 – „Ленинградка“ – документален, посветен на поетесата Олга Бергхолц

### Музика към театрални постановки[9]
- 1960 – „Дъщерята на Индия“ – Свредловски куклен театър
- 1961 – „Лиса-оборотель“ – Свредловски куклен театър
- 1961 – „Четвъртият“ – Свердловски академичен драматичен театър
- 1962 – „Рапсодия в синьо“" – Свердловски академичен драматичен театър
- 1966 – „Медея“ – Театър „Станиславски“
- 1967 – „Баловень судьбы“" – Свердловски академичен драматичен театър
- 1970 – „Болшевики“" – Свердловски академичен драматичен театър
- 1970 – „Дамата на сърцето е преди всичко“" – Свердловски академичен драматичен театър
- 1971 – „Обратен адрес“ – Свердловскитеатър на младия зрител
- 1971 – „Саша“ – Свердловскитеатър на младия зрител
- 1973 – „По-скъп от всичко“" – Свердловски академичен драматичен театър
- 1977 – „Драматична песен“ – Свердловскитеатър на младия зрител
- 1979 – „Гости на замъка Уемблингхаус“ – Театър на Литейния проспект, Санкт Петербург
- 1983 – „Женитбата на Балзаминов“" – Свердловски академичен драматичен театър
- 1985 – „Две прости истории“ (1985) – Болшой драматичен театър „Товстоногов“
- 1991 – „Приказките на Мелпомена“ – Московски художествен театър
- 1992 – ...Sorry – Московски държавен театър „Ленком“
- 1992 – „Бобок“ – Московски художествен театър
- 1994 – „Зад огледалото“ – Московски художествен театър
- 1995 – „Тойбеле и нейния демон“ – Московски художествен театър
- 1996 – „След репетиция“ – Московски художествен театър
- 1999 – „Балда“ – по Шостакович – Большой театър